# Bernard Maybeck

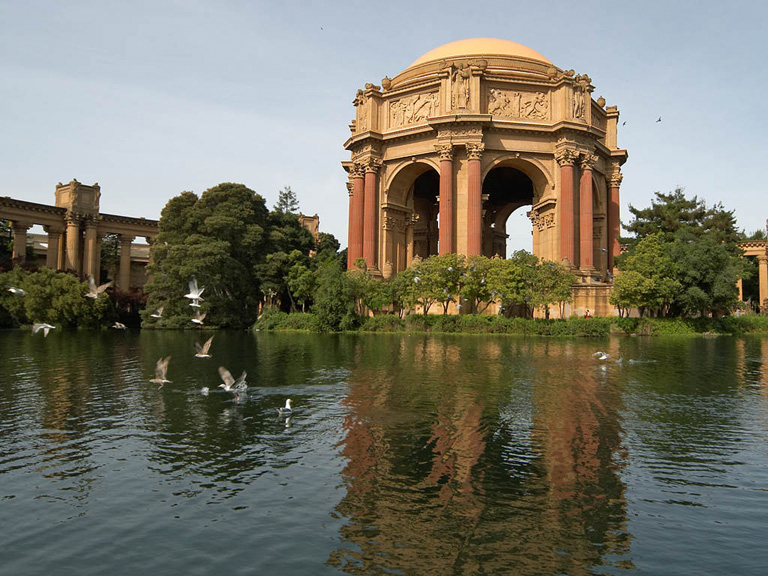
Palace of Fine Arts

Bernard Ralph Maybeck (ur. 7 lutego 1862 w Nowym Jorku, zm. 3 października 1957 w Oakland) – amerykański architekt.
W swojej twórczości podążał śladem akademickich zasad projektowania. Inspirował się również pracami Viollet-le-Duca i Sempera, a także czerpał z doświadczeń ruchu artystycznego Arts and Crafts Movement. W 1890 wyjechał do Kalifornii, gdzie w 1902 otworzył swoje biuro architektoniczne.
Maybeck został pochowany na cmentarzu Mountain View Cemetery w Oakland.